# France Info
France Info é uma cadeia de radio francesa de informação em contínuo pertencente ao grupo Radio France que é composta por France Inter, France Info, France Culture, France Bleu e France Musique.

## História
Historicamente a primeira radio de informação na França, tem um elevado nível de credibilidade junto aos auditores (barómetro da Sofres em 2004) e a primeira a criar um sítio web em 1996.